# Каїмото Кеїдзі
Кеїдзі Каїмото (яп. 海本 慶治, нар. 26 листопада 1972, Суйта) — японський футболіст, що грав на позиції захисника. По завершенні ігрової кар'єри — футбольний тренер. 
Виступав за клуби «Віссел Кобе», «Нагоя Грампус» та «Альбірекс Ніїгата», а також національну збірну Японії, у складі якої є чемпіоном Азії.

## Клубна кар'єра
Займався футболом в Університеті Токай. 
З початку 1995 року став виступати за «Віссел» (Кобе). Відіграв за команду з Кобе наступні шість сезонів своєї ігрової кар'єри. Більшість часу, проведеного у складі «Віссела», був основним гравцем захисту команди.
На початку 2001 року уклав контракт з клубом «Нагоя Грампус», у складі якого провів наступні три роки своєї кар'єри гравця.
2005 року перейшов до клубу «Альбірекс Ніїгата», за який відіграв чотири сезони. Завершив професійну кар'єру футболіста виступами за команду «Альбірекс Ніїгата» у 2008 році.

## Виступи за збірну
Не маючи у своїй біографії жодного матчу у складі збірної, Каїмото був включений в заявку збірної на кубок Азії 2000 року у Лівані, де і дебютував у складі «самураїв» 20 жовтня у грі проти Катару (1:1). В підсумку японці на тому турнірі здобули титул переможця турніру, а Кеїдзі за національну команду більше не грав.

## Кар'єра тренера
По завершенні кар'єри гравця залишився у структурі клубу «Альбірекс Ніїгата», увійшовши до його тренерського штабу, а з наступного сезону очолив молодіжну команду клубу.
З початку 2012 року став тренувати молодіжну команду клубу «Сересо Осака», а 2014 року увійшов у тренерський штаб команди «Омія Ардія».

## Статистика
| Чемпіонат | Чемпіонат           | Чемпіонат | Ліга | Ліга | Кубок            | Кубок            | Кубок ліги      | Кубок ліги      | Всього | Всього |
| Сезон     | Клуб                | Ліга      | Ігри | Голи | Ігри             | Голи             | Ігри            | Голи            | Ігри   | Голи   |
| Японія    | Японія              | Японія    | Ліга | Ліга | Кубок Імператора | Кубок Імператора | Кубок Джей-ліги | Кубок Джей-ліги | Всього | Всього |
| --------- | ------------------- | --------- | ---- | ---- | ---------------- | ---------------- | --------------- | --------------- | ------ | ------ |
| 1995      | «Віссел» (Кобе)     | ЯФЛ (ІІ)  | 2    | 0    | 0                | 0                | -               | -               | 2      | 0      |
| 1996      | «Віссел» (Кобе)     | ЯФЛ (ІІ)  | 0    | 0    | 0                | 0                | -               | -               | 0      | 0      |
| 1997      | «Віссел» (Кобе)     | Джей-ліга | 20   | 0    | 2                | 1                | 0               | 0               | 22     | 1      |
| 1998      | «Віссел» (Кобе)     | Джей-ліга | 32   | 4    | 1                | 0                | 3               | 0               | 36     | 4      |
| 1999      | «Віссел» (Кобе)     | Джей-ліга | 28   | 1    | 0                | 0                | 2               | 0               | 30     | 1      |
| 2000      | «Віссел» (Кобе)     | Джей-ліга | 22   | 1    | 4                | 0                | 1               | 0               | 27     | 1      |
| 2001      | «Нагоя Грампус»     | Джей-ліга | 21   | 0    | 1                | 0                | 5               | 0               | 27     | 0      |
| 2002      | «Нагоя Грампус»     | Джей-ліга | 12   | 0    | 0                | 0                | 5               | 1               | 17     | 1      |
| 2003      | «Нагоя Грампус»     | Джей-ліга | 7    | 0    | 0                | 0                | 2               | 0               | 9      | 0      |
| 2004      | «Нагоя Грампус»     | Джей-ліга | 9    | 0    | 1                | 0                | 3               | 0               | 13     | 0      |
| 2005      | «Альбірекс Ніїгата» | Джей-ліга | 20   | 1    | 1                | 0                | 6               | 0               | 27     | 1      |
| 2006      | «Альбірекс Ніїгата» | Джей-ліга | 31   | 1    | 1                | 0                | 4               | 0               | 36     | 1      |
| 2007      | «Альбірекс Ніїгата» | Джей-ліга | 0    | 0    | 0                | 0                | 0               | 0               | 0      | 0      |
| 2008      | «Альбірекс Ніїгата» | Джей-ліга | 9    | 0    | 0                | 0                | 0               | 0               | 9      | 0      |
| Всього    | Всього              | Всього    | 213  | 8    | 11               | 1                | 31              | 1               | 255    | 10     |

## Титули і досягнення
- Володар Кубка Азії: 2000